# Boasjögölen (Eringsboda socken, Blekinge)
Boasjögölen är en sjö i Ronneby kommun i Blekinge och ingår i Ronnebyåns huvudavrinningsområde. Sjön är 2,9 meter djup, har en yta på 0,038 kvadratkilometer och är belägen 108 meter över havet.